# Neelie Kroes
Neelie Kroes (Roterdão, 19 de julho de 1941) é uma empresária e política neerlandesa do Partido Popular para a Liberdade e Democracia.
Em 1971 foi deputada no parlamento neerlandês. Entre 1982 e 1989 foi ministra dos Transportes, Obras Públicas e Telecomunicações no Governo neerlandês. Entre 2004 e 2009 foi comissária europeia da Concorrência na Comissão Europeia, integrando a Comissão Barroso I. Posteriormente ocupou o cargo de vice-presidente e comissária da Agenda Digital.

## Prémios

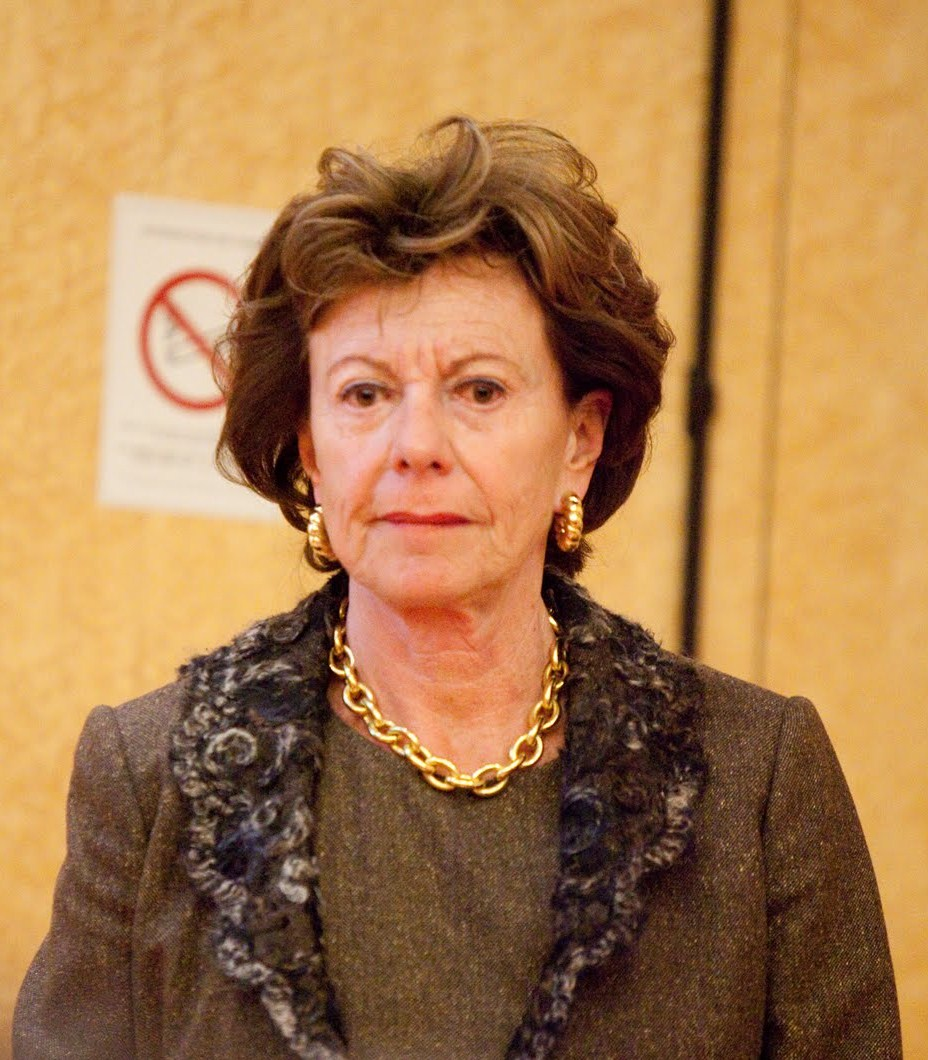
Neelie Kroes

- 2011, Prémio Grupo Compostela.